# Sarkadi Zsolt (újságíró)
Sarkadi Zsolt (Kecskemét, 1988 – ) magyar újságíró, a Telex.hu munkatársa.

## Életpályája
Az Eötvös Loránd Tudományegyetem Állam- és Jogtudományi Karán és a Budapesti Corvinus Egyetem Társadalomtudományi Karán végzett. Az Eötvös Loránd Tudományegyetem Bibó István Szakkollégium Politikatudományi Műhelyének mentora, a 2013–2014-es tanévben a műhely Kutatásmódszertan nevezetű kurzusának egyik oktatója volt (a másik oktató Baranya Dániel).
Egyetem után négy évig a Nemzeti Erőforrások Minisztériumában dolgozott.
2014-ig az Origo Hírek rovatának újságírója volt, mindaddig, amíg júniusban felmondott több munkatársával együtt. A felmondó újságírók elmondásuk szerint Sáling Gergő főszerkesztő távozása miatt  távoztak az Origótól. 2014 júniusa és 2022 áprilisa között újságíró a 444.hu internetes portálnál. 2022 májusa óta a Telex munkatársa.

## Díjai, elismerései
- Junior Prima díj a Magyar sajtó kategóriában. (2016)[9]
- Minőségi Újságírásért díj (2018)[10]

## Könyve
- A banánujjú ember (Magyar Jeti Zrt., 2021)